# Dāl
Dāl (د) – ósma litera alfabetu arabskiego. Używana jest do oznaczenia dźwięku [d], tj. spółgłoski zwartej dziąsłowej dźwięcznej. Pochodzi od fenickiej litery Dalet.
W języku polskim litera Dāl jest transkrybowana za pomocą litery D.
W arabskim systemie liczbowym literze Dāl odpowiada cyfra 4.

## Postacie litery
| Postać: | izolowana | końcowa | środkowa | początkowa |
| ------- | --------- | ------- | -------- | ---------- |
| Wygląd: | د‬         | ـد‬      | ـد‬       | د‬          |

## Kodowanie
| Znak                   | د                 | د                 |
| ---------------------- | ----------------- | ----------------- |
| Nazwa w Unikodzie      | Arabic Letter Dal | Arabic Letter Dal |
| Kodowanie              | dziesiątkowo      | szesnastkowo      |
| Unicode                | 1583              | U+062F            |
| UTF-8                  | 216 175           | d8 af             |
| Odwołania znakowe SGML | &#1583;           | &#x062F;          |